# Juan Treharne Lewis
Juan Treharne Lewis (24 de julio de 1898-1976) fue un médico, investigador, político y profesor universitario argentino. En su casa fue el encuentro fundacional del Partido Demócrata Cristiano de la Argentina. Además fue cofundador del Instituto de Biología y Medicina Experimental, profesor de la Facultad de Ciencias Médicas de Rosario  y promotor de la fundación de la Asociación Rosarina de Cultura Inglesa, de la Asociación Argentina para el Progreso de las Ciencias y la Asociación Rosarina para el Fomento de la Investigación Científica (ÁRFIC).

## Biografía
Juan T. Lewis nació el 24 de julio de 1898 en Buenos Aires, Argentina. Hijo del inmigrante galés John Treharne Lewis y de la argentina María Olmos.
El 4 de febrero de 1928 se casó con su prima hermana inglesa Olive Mary Thomas, médica también Medical Doctor de la London (Royal Free Hospital) Medical School for Women, previa dispensa papal y luego de radicarse en la Argentina, con quien tuvo nueve hijos nacidos vivos.
Tras el golpe de Estado del 4 de junio de 1943 el 15 de octubre Juan T. Lewis (de Rosario) firmó junto con los profesores Bernardo A. Houssay (de Buenos Aires) y Oscar Orías (de Córdoba) y otras personalidades políticas y culturales firmaron un manifiesto llamado "Declaración sobre democracia efectiva y solidaridad latinoamericana" pidiendo la convocatoria a elecciones y el ingreso del país a la guerra contra las Potencias del Eje.

### Cofundador del Instituto de Biología y Medicina Experimental
El 14 de marzo de 1944 fue cofundador del Instituto de Biología y Medicina Experimental junto con los Dres. Eduardo Braun Menéndez, Oscar Orías, Virgilio G. Foglia y su principal figura Bernardo Alberto Houssay.

### Cofundador del PDC
En julio de 1954, durante el segundo gobierno de Perón, se realizó en su casa de Rosario la reunión inicial en donde confluyeron representantes de distintos grupos y corrientes que en años anteriores habían desarrollado expresiones de la democracia cristiana en diferentes puntos del país, y resolvieron encauzar sus esfuerzos en un partido nacional. El doctor Juan T. Lewis fue una de las figuras más salientes de los comienzos de Partido Demócrata Cristiano en la Argentina junto con Manuel Vicente Ordóñez, Horacio Sueldo, Arturo Ponsati, Horacio Peña, Guido Di Tella, Rodolfo Martínez, Leopoldo Pérez Gaudio, Ignacio Vélez Funes, Ambrosio Romero Carranza, Alieto Aldo Guadagni, Arturo Bas Figueroa, Antonio Cafferata, Manuel Río, el sindicalista Mario Pedro Seijo, Néstor Tomás Auza, Juan José Torres Bas y José Antonio Allende.
Juan T. Lewis murió en 1976.

## Libros
- HOUSSAY, Bernardo A., LEWIS, Juan T., ORÍAS, Oscar, BRAUN MENÉNDEZ, Eduardo, HUG, Enrique, FOGLIA, Virgilio G., LELOIR, Luis F. 1951. Fisiología humana. Librería "El Ateneo" Editorial. ISBN 978-950-02-0376-0
- LEWIS, Juan T.. 1931. FISIOLOGIA DE LAS EMOCIONES. Conferencia pronunciada en Santa Fe, el 27 de setiembre de 1930. Editorial: Universidad Nacional del Litoral, Departamento de Extensión Universitaria, Sección Publicaciones, No. 13, 18 pgs..
- LEWIS, Juan T.. 1936. FLORENCE NIGHTINGALE.. PROVEEDORES VARIOS. Rústica. Condición: Rozada y Deslucida. Español . 1ª edición. 74 pp.